# 21st Century Breakdown

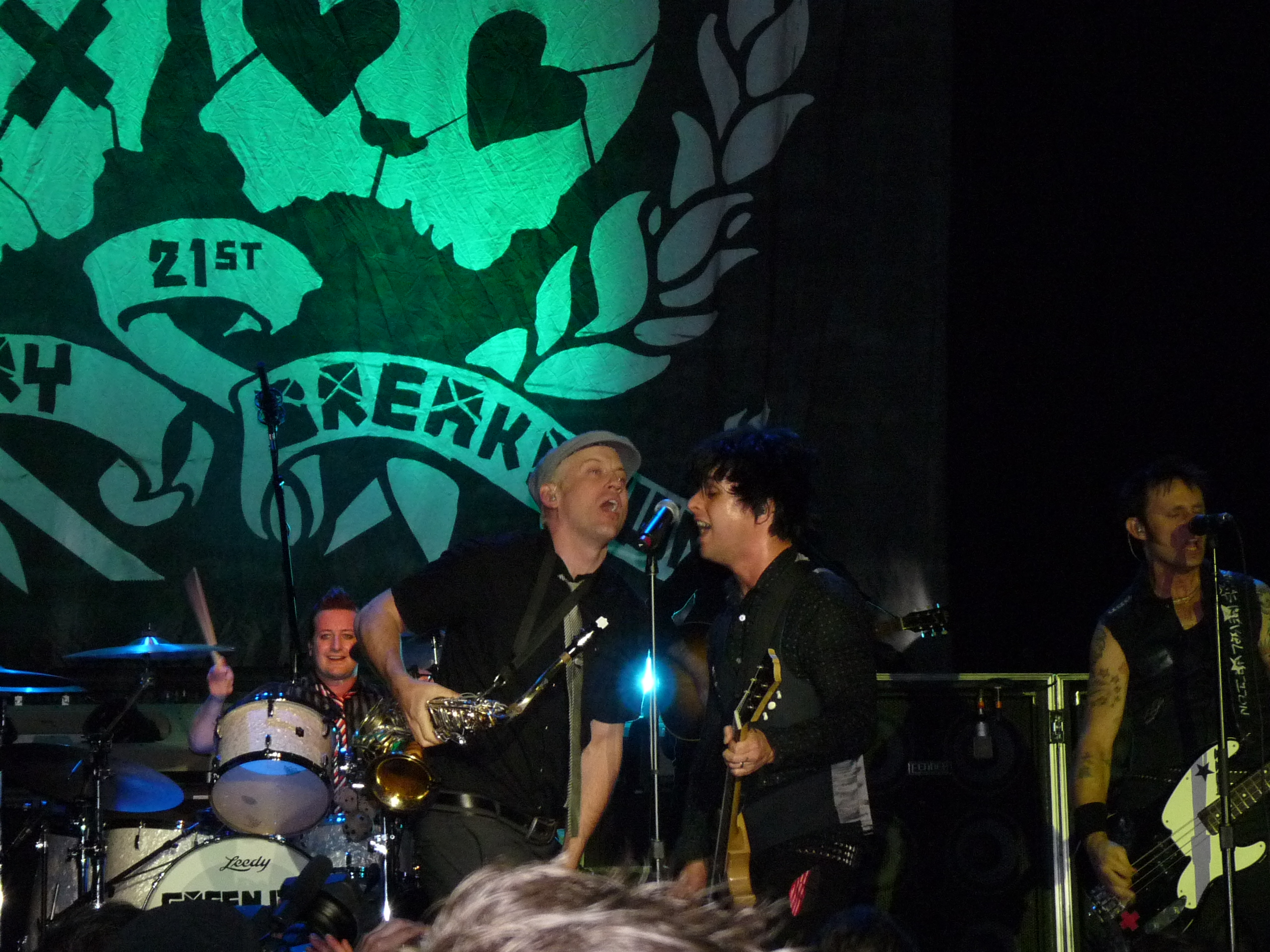
Koncert zespołu Green Day, mający na celu promocję albumu 21st Century Breakdown (Berlin, 7 maja 2009).

21st Century Breakdown – ósmy studyjny album amerykańskiego zespołu punk rockowego Green Day. Jest to pierwszy album grupy wyprodukowany przez renomowanych producentów oraz Butcha Viga członka zespołu Garbage. Obecnie wydanych zostało pięć singli promujących płytę: „Know Your Enemy”, „21 Guns”, „21st Century Breakdown”, „East Jesus Nowhere” i „Last of the American Girls”.
Album ten jest wynikiem przyjętej z entuzjastyczną krytyką płyty American Idiot z 2004. Jeżeli chodzi o nacisk, muzyk zespołu Billie Joe Armstrong powiedział: „Możemy zrobić krok w bok lub powrócić do naszych korzeni. Wybraliśmy posuwanie się do przodu. Chodzi o odzwierciedlenie tego, co działo się w ciągu ostatnich trzech lat i oddanie tego w melodii z pewnym odważnym oświadczeniem. „ Zespół stwierdził również, że „ten album jest bardziej... religijny” i znajduje się pod wpływem muzyki grup Queen, The Who, The Beatles, The Clash czy Bruce’a Springsteena.
Udostępnienie tego albumu oznacza najdłuższą przerwę między wydaniami nagrań studyjnych zespołu (prawie 5 lat). Green Day pracował nad płytą od 2006.
Bohaterami utworów są Gloria i Christian. Przez nową płytę Green Day chce zachęcić ludzi do zainteresowania się życiem politycznym.

## Lista utworów[34]
Act I – Heroes and Cons
1. „Song of The Century[35][36][37]
2. „21st Century Breakdown”
3. „Know Your Enemy”[38]
4. „¡Viva La Gloria!”
5. „Before the Lobotomy”
6. „Christian’s Inferno”
7. „Last Night on Earth”

Act II – Charlatans and Saints
1. ”East Jesus Nowhere”
2. „Peacemaker”
3. „Last of the American Girls”
4. „Murder City (Desperate)”
5. „¿Viva La Gloria?”
6. „Restless Heart Syndrome”

Act III – Horseshoes and Handgrenades
1. ”Horseshoes and Handgrenades”
2. „The Static Age”
3. „21 Guns”
4. „American Eulogy”[39]
  - I. „Mass Hysteria”
  - II. „I Don’t Wanna Live in the Modern World”
5. „See the Light”

Bonus track
1. ”A Quick One While He’s Away” (The Who)
2. „Another State of Mind” (Social Distortion)
3. „That’s Alright Mama” (Elvis Presley)
4. „Like a Rolling Stone” (Bob Dylan)